# Campeonato Baiano 2021
El Campeonato Baiano de Fútbol 2021 fue la 117.ª edición de la primera división de fútbol del Estado de Bahía. El torneo fue organizado por la Federação Bahiana de Futebol (FBF). El torneo comenzó el 17 de febrero y finalizó el 23 de mayo. El ganador fue el Atlético de Alagoinhas, que venció en la final al Bahia de Feira por 5 a 4 en el acumulado de goles, logrando así su primer título estadual.

## Sistema de juego

### Primera fase
Los 10 equipos se enfrentan en modalidad de todos contra todos a una sola rueda. Culminadas las nueve fechas, el último equipo posicionado en la tabla de posiciones, desciende a la Segunda División. Mientras que los cuatro primeros clasifican a las semifinales.

### Segunda fase
- Semifinales: Los enfrentamientos se emparejan con respecto al puntaje de la primera fase, de la siguiente forma:
  - 1.º vs. 4.º
  - 2.º vs. 3.º

- Nota: El equipo con menor puntaje en la primera fase comienza la llave como local.

- Final: Los dos ganadores de las semifinales disputan la final.

- Nota: En caso de empate en puntos y diferencia de goles en cualquier llave, se definirá en tanda de penales.

### Clasificaciones
- Copa de Brasil 2022: Clasifican los dos finalistas y el semifinalista eliminado con mayor puntaje.
- Copa do Nordeste 2022: Clasifican cinco equipos. A la fase de grupos clasifican el campeón estadual y el equipo con mejor posición en el Ranking CBF 2021 (exceptuando al campeón). A la Pre-Copa do Nordeste acceden los dos siguientes equipos mejor posicionados en la tabla acumulada que no hayan clasificado a la fase de grupos, sumándoseles el equipo con mejor posición en el Ranking CBF 2021 (exceptuando a los cuatro equipos mencionados anteriormente).
- Serie D 2022: Clasifican los tres mejores equipos que no disputan ni la Serie A (Bahia), Serie B (Vitória) o Serie C (Jacuipense).

## Equipos participantes
| Equipo                 | Ciudad               | Estadio          | Capacidad | Posición 2020      | Títulos (último) |
| ---------------------- | -------------------- | ---------------- | --------- | ------------------ | ---------------- |
| Atlético de Alagoinhas | Alagoinhas           | Carneirão        | 16 000    | 2.º                | 0                |
| Bahia                  | Salvador             | Arena Fonte Nova | 47 907    | Campeón            | 49 (2020)        |
| Bahia de Feira         | Feira de Santana     | Arena Cajueiro   | 4000      | 6.º                | 1 (2011)         |
| Doce Mel               | Ipiaú                | Pedro Caetano    | 2500      | 9.º                | 0                |
| Fluminense de Feira    | Feira de Santana     | Alberto Oliveira | 16 274    | 8.º                | 2 (1969)         |
| Jacuipense             | Riachão do Jacuípe   | Roberto Santos   | 31 600    | 4.º                | 0                |
| Juazeirense            | Juazeiro             | Adautão          | 8000      | 3.º                | 0                |
| UNIRB                  | Alagoinhas           | Carneirão        | 16 000    | 1.º (2.ª división) | 0                |
| Vitória                | Salvador             | Barradão         | 30 618    | 5.º                | 29 (2017)        |
| Vitória da Conquista   | Vitória da Conquista | Lomantão         | 11 538    | 7.º                | 0                |

| Crecimiento | Equipos provenientes del Campeonato Baiano de Segunda División 2020. |

## Primera fase

### Tabla de posiciones
| Pos. | Equipo                 | Pts. | PJ | G | E | P | GF | GC | Dif. | Clasificación          |
| ---- | ---------------------- | ---- | -- | - | - | - | -- | -- | ---- | ---------------------- |
| 1    | Juazeirense            | 18   | 9  | 5 | 3 | 1 | 13 | 10 | +3   | Fase final.            |
| 2    | Bahia de Feira         | 15   | 9  | 4 | 3 | 2 | 12 | 6  | +6   | Fase final.            |
| 3    | Bahia                  | 15   | 9  | 4 | 3 | 2 | 8  | 5  | +3   | Fase final.            |
| 4    | Atlético de Alagoinhas | 13   | 9  | 4 | 1 | 4 | 12 | 11 | +1   | Fase final.            |
| 5    | Vitória                | 11   | 9  | 2 | 5 | 2 | 11 | 10 | +1   |                        |
| 6    | Jacuipense             | 11   | 9  | 2 | 5 | 2 | 8  | 8  | 0    |                        |
| 7    | Vitória da Conquista   | 10   | 9  | 3 | 1 | 5 | 8  | 9  | −1   |                        |
| 8    | UNIRB                  | 10   | 9  | 2 | 4 | 3 | 7  | 10 | −3   |                        |
| 9    | Doce Mel               | 10   | 9  | 2 | 4 | 3 | 6  | 10 | −4   |                        |
| 10   | Fluminense de Feira    | 6    | 9  | 1 | 3 | 5 | 9  | 15 | −6   | Descenso de categoría. |

Actualizado a los partidos jugados el 5 de mayo de 2021.
 Fuente: 
Criterios de clasificación: 1) Puntos; 2) Partidos ganados; 3) Diferencia de gol; 4) Goles anotados; 5) Enfrentamiento directo entre los equipos en cuestión; 6) Menor cantidad de tarjetas rojas; 7) Menor cantidad de tarjetas amarillas; 8) Sorteo.

### Fixture
- La hora de cada encuentro corresponde al huso horario correspondiente al Estado de Bahía (UTC-3).

| UNIRB                | 3 - 3 | Vitória                | Carneirão        | 17 de febrero | 19:30 |
| Bahia de Feira       | 0 - 0 | Jacuipense             | Arena Cajueiro   | 21 de febrero | 16:00 |
| Fluminense de Feira  | 0 - 1 | Atlético de Alagoinhas | Alberto Oliveira | 21 de febrero | 16:00 |
| Bahia                | 1 - 2 | Juazeirense            | Arena Fonte Nova | 21 de febrero | 16:00 |
| Vitória da Conquista | 1 - 0 | Doce Mel               | Lomantão         | 3 de marzo    | 16:00 |

| Jacuipense             | 0 - 0 | UNIRB                | Roberto Santos   | 24 de febrero | 16:00 |
| Juazeirense            | 2 - 1 | Fluminense de Feira  | Adautão          | 24 de febrero | 16:00 |
| Doce Mel               | 0 - 2 | Bahia                | Alberto Oliveira | 24 de febrero | 18:00 |
| Atlético de Alagoinhas | 0 - 1 | Bahia de Feira       | Carneirão        | 3 de marzo    | 16:00 |
| Vitória                | 2 - 0 | Vitória da Conquista | Barradão         | 28 de abril   | 19:30 |

| Atlético de Alagoinhas | 1 - 2 | Vitória              | Carneirão        | 24 de febrero | 16:00 |
| Fluminense de Feira    | 1 - 0 | Vitória da Conquista | Alberto Oliveira | 28 de febrero | 16:00 |
| Bahia                  | 0 - 1 | UNIRB                | Roberto Santos   | 3 de marzo    | 18:00 |
| Doce Mel               | 0 - 0 | Bahia de Feira       | Barbosão         | 24 de marzo   | 16:00 |
| Jacuipense             | 1 - 1 | Juazeirense          | Barradão         | 28 de marzo   | 16:00 |

| Bahia de Feira       | 6 - 3 | Fluminense de Feira    | Arena Cajueiro | 7 de marzo | 16:00 |
| Juazeirense          | 1 - 3 | Atlético de Alagoinhas | Adautão        | 7 de marzo | 16:00 |
| UNIRB                | 0 - 0 | Doce Mel               | Carneirão      | 7 de marzo | 16:00 |
| Vitória da Conquista | 0 - 0 | Bahia                  | Lomantão       | 7 de marzo | 16:00 |
| Vitória              | 1 - 2 | Jacuipense             | Barradão       | 2 de mayo  | 16:00 |

| UNIRB                  | 0 - 0 | Fluminense de Feira  | Carneirão      | 13 de marzo | 16:00 |
| Atlético de Alagoinhas | 3 - 0 | Doce Mel             | Carneirão      | 14 de marzo | 16:00 |
| Juazeirense            | 1 - 0 | Bahia de Feira       | Adautão        | 14 de marzo | 16:00 |
| Jacuipense             | 0 - 1 | Vitória da Conquista | Roberto Santos | 14 de marzo | 16:00 |
| Bahia                  | 0 - 0 | Vitória              | Roberto Santos | 17 de marzo | 18:00 |

| Atlético de Alagoinhas | 1 - 0 | UNIRB       | Carneirão        | 21 de marzo | 16:00 |
| Doce Mel               | 1 - 1 | Jacuipense  | Barbosão         | 21 de marzo | 16:00 |
| Fluminense de Feira    | 1 - 1 | Bahia       | Alberto Oliveira | 21 de marzo | 16:00 |
| Vitória da Conquista   | 1 - 2 | Juazeirense | Lomantão         | 21 de marzo | 16:00 |
| Bahia de Feira         | 1 - 1 | Vitória     | Arena Cajueiro   | 31 de marzo | 19:30 |

| Bahia          | 2 - 1 | Atlético de Alagoinhas | Roberto Santos | 4 de abril  | 16:00 |
| Jacuipense     | 2 - 1 | Fluminense de Feira    | Roberto Santos | 4 de abril  | 18:00 |
| Bahia de Feira | 1 - 0 | Vitória da Conquista   | Arena Cajueiro | 7 de abril  | 16:00 |
| Juazeirense    | 1 - 0 | UNIRB                  | Adautão        | 11 de abril | 16:00 |
| Vitória        | 0 - 1 | Doce Mel               | Barradão       | 14 de abril | 19:30 |

| UNIRB                  | 3 - 2 | Vitória da Conquista | Carneirão        | 17 de abril | 16:00 |
| Atlético de Alagoinhas | 2 - 2 | Jacuipense           | Carneirão        | 18 de abril | 16:00 |
| Bahia                  | 1 - 0 | Bahia de Feira       | Roberto Santos   | 18 de abril | 16:00 |
| Fluminense de Feira    | 1 - 2 | Doce Mel             | Alberto Oliveira | 18 de abril | 16:00 |
| Juazeirense            | 1 - 1 | Vitória              | Adautão          | 21 de abril | 19:30 |

| Bahia de Feira       | 3 - 0 | UNIRB                  | Arena Cajueiro | 5 de mayo | 19:30 |
| Doce Mel             | 2 - 2 | Juazeirense            | Barbosão       | 5 de mayo | 19:30 |
| Jacuipense           | 0 - 1 | Bahia                  | Roberto Santos | 5 de mayo | 19:30 |
| Vitória              | 1 - 1 | Fluminense de Feira    | Barradão       | 5 de mayo | 19:30 |
| Vitória da Conquista | 3 - 0 | Atlético de Alagoinhas | Lomantão       | 5 de mayo | 19:30 |

## Fase final

#### Cuadro de desarrollo
|  | Semifinales    | Semifinales                | Semifinales    | Semifinales            | Semifinales    |   |   | Final           | Final           | Final           | Final           | Final           |  |
|  | 9 y 12 de mayo | 9 y 12 de mayo             | 9 y 12 de mayo | 9 y 12 de mayo         | 9 y 12 de mayo |   |   | 16 y 23 de mayo | 16 y 23 de mayo | 16 y 23 de mayo | 16 y 23 de mayo | 16 y 23 de mayo |  |
|  |                |                            |                |                        |                |   |   |                 |                 |                 |                 |                 |  |
|  |                |                            |                |                        |                |   |   |                 |                 |                 |                 |                 |  |
|  | 2              | Bahia de Feira             | 0              | 3                      | 3              |   |   |                 |                 |                 |                 |                 |  |
|  | 2              | Bahia de Feira             | 0              | 3                      | 3              |   |   |                 |                 |                 |                 |                 |  |
|  | 3              | Bahia                      | 1              | 0                      | 1              |   |   |                 |                 |                 |                 |                 |  |
|  | 3              | Bahia                      | 1              | 0                      | 1              |   | 2 | Bahia de Feira  | 2               | 2               | 4               |                 |  |
|  |                |                            |                |                        |                |   | 2 | Bahia de Feira  | 2               | 2               | 4               |                 |  |
|  |                |                            | 4              | Atlético de Alagoinhas | 2              | 3 | 5 |                 |                 |                 |                 |                 |  |
|  | 1              | Juazeirense                | 4              | Atlético de Alagoinhas | 2              | 3 | 5 | 1               | 1               | 2 (2)           |                 |                 |  |
|  | 1              | Juazeirense                |                |                        |                |   |   | 1               | 1               | 2 (2)           |                 |                 |  |
|  | 4              | Atlético de Alagoinhas (p) | 2              | 0                      | 2 (3)          |   |   |                 |                 |                 |                 |                 |  |
|  | 4              | Atlético de Alagoinhas (p) | 2              | 0                      | 2 (3)          |   |   |                 |                 |                 |                 |                 |  |
|  |                |                            |                |                        |                |   |   |                 |                 |                 |                 |                 |  |

Nota: El equipo que ocupa la primera línea es el que define la serie como local.
| Bandera del estado de Bahía        |
| Campeón                            |
| Atlético de Alagoinhas 1.er título |

## Clasificación final
| Pos. | Equipo                     | Pts. | PJ | G | E | P | GF | GC | Dif. | Clasificación                                                  |
| ---- | -------------------------- | ---- | -- | - | - | - | -- | -- | ---- | -------------------------------------------------------------- |
| 1.°  | Atlético de Alagoinhas (C) | 20   | 13 | 6 | 2 | 5 | 19 | 17 | +2   | Copa de Brasil 2022, Copa do Nordeste 2022 y Serie D 2022.     |
| 2.°  | Bahia de Feira             | 19   | 13 | 5 | 4 | 4 | 19 | 12 | +7   | Copa de Brasil 2022, Pre-Copa do Nordeste 2022 y Serie D 2022. |
| 3.°  | Juazeirense                | 21   | 11 | 6 | 3 | 2 | 15 | 12 | +3   | Copa de Brasil 2022, Pre-Copa do Nordeste 2022 y Serie D 2022. |
| 4.°  | Bahia                      | 18   | 11 | 5 | 3 | 3 | 9  | 8  | +1   | Copa de Brasil 2022 y Copa do Nordeste 2022.                   |
| 5.°  | Vitória                    | 11   | 9  | 2 | 5 | 2 | 11 | 10 | +1   | Copa de Brasil 2022 y Pre-Copa do Nordeste 2022.               |
| 6.°  | Jacuipense                 | 11   | 9  | 2 | 5 | 2 | 8  | 8  | 0    | Pre-Copa do Nordeste 2022 y Serie D 2022.                      |
| 7.°  | Vitória da Conquista       | 10   | 9  | 3 | 1 | 5 | 8  | 9  | −1   |                                                                |
| 8.°  | UNIRB                      | 10   | 9  | 2 | 4 | 3 | 7  | 10 | −3   |                                                                |
| 9.°  | Doce Mel                   | 10   | 9  | 2 | 4 | 3 | 6  | 10 | −4   |                                                                |
| 10.° | Fluminense de Feira        | 6    | 9  | 1 | 3 | 5 | 9  | 15 | −6   | Segunda División 2022.                                         |

Reglas de clasificación: 1) Puntos; 2) Partidos ganados; 3) Diferencia de gol; 4) Goles anotados; 5) Enfrentamiento directo entre los equipos en cuestión; 6) Menor cantidad de tarjetas rojas; 7) Menor cantidad de tarjetas amarillas; 8) Sorteo.

## Goleadores
| Pos. | Jugador          | Equipo                 | Goles |
| ---- | ---------------- | ---------------------- | ----- |
| 1    | Ronan            | Atlético de Alagoinhas | 5     |
| 2    | Léo              | Vitória da Conquista   | 4     |
|      | Deon             | Bahia de Feira         | 4     |
|      | Kesley           | Juazeirense            | 4     |
|      | Diones           | Bahia de Feira         | 4     |
|      | Dionísio         | Atlético de Alagoinhas | 4     |
| 7    | Emerson Catarina | Fluminense de Feira    | 3     |
|      | Dinei            | Jacuipense             | 3     |
|      | Soares           | Vitória                | 3     |